# Il bambino di Betlemme
Il bambino di Betlemme è un film televisivo del 2002, diretto da Umberto Marino.

## Trama
Damiano, un cineoperatore, si trova nel bel mezzo di un assedio a Betlemme in una chiesa. Nella chiesa, trova molte persone tra cui una donna alle soglie del parto, in attesa delle trattative tra i terroristi e il governo.

## Produzione
Di genere drammatico, il film venne trasmesso in prima visione da Canale 5 in data 1° dicembre 2002. Il soggetto del film è una storia puramente di fantasia scritta dagli autori Umberto Marino ed Elisabetta Zincone, tuttavia la storia di fantasia si svolge nel contesto di una vicenda realmente accaduta, vale a dire l'assedio alla basilica della Natività del 2002. Dopo la prima visione, il film non ha avuto una ulteriore distribuzione in replica, e per questo non è un film particolarmente celebre. Tuttavia, è stato citato come esempio di Instant Fiction a qualche anno di distanza dalla sua distribuzione, vista la sua caratteristica di essere stato distribuito immediatamente dopo la sua lavorazione e di essere collegato ad un fatto reale accaduto in contemporanea con le riprese.
L'attore protagonista del film è Enrico Brignano. La direzione della fotografia è di Alessio Gelsini Torresi, accreditato soltanto come Alessio Gelsini. La colonna sonora è stata composta dal religioso Marco Frisina.